# Česká landrase
Česká landrase, zkratka ČL, je české plemeno prasat, lokální varianta prasete landrase. Je to velké, dlouhé bílé prase s klopenýma ušima, masného užitkového typu. Je to mateřské plemeno pro užitkovém křížení pro produkci jatečných selat, vyznačuje se však nejen dobrou plodností, ale i velmi dobrou masnou užitkovostí, vysokou intenzitou růstu a dobrým zužitkováním krmiv.

## Historie
V 60. letech 20. století byla to tehdejšího Československa importována plemena německá, polská a švédská landrase a taky landrase z Kanady. Česká landrase následně posloužila k zušlechtění tehdejší populace českého bílého ušlechtilého prasete.

## Popis
Česká landrase je větší prase jemnější konstituce, ale s pevnou kostrou, středně velkou hlavou a delším rypákem. Nápadné jsou středně dlouhé klopené uši. Osvalení plece je menší, hřbet je dlouhý a může být rovný nebo mírně klenutý, dlouhá je záď. Zmasilost kýt je dobrá. Kůže a štětiny jsou bílé.
Česká landrase je vysoce odolné plemeno vůči stresu. Chovný cíl požaduje 13 živě narozených selat ve vrhu, průměrný denní přírůstek ve výkrmu 1250 g při spotřebě krmné směsi do 2,3 kg na kilogram přírůstku, 55 - 56 % libové svaloviny v jatečně upraveném trupu a obsah intramuskulárního tuku maximálně 1,8 %.

## Rozšíření
Česká landrase je společně s českým bílým ušlechtilým hlavním mateřským plemenem v České republice. Čistokrevně se v roce 2017 chovala v šesti nukleových a 12 rezervních šlechtitelských chovech.